# Ngerekebesang
Isla de Ngerekebesang (también conocida como Arakabesan) es una isla en el estado de Koror, en Palaos, donde se encontraba la oficina del Presidente de la República de Palaos antes de que la capital se trasladara al estado de Melekeok. Se compone de tres ciudades: Ngerekebesang, Meyuns y Echang, donde la mayoría de los residentes isleños se trasladó después de que una tormenta azotó las islas del suroeste. Ellos fueron reubicados.
Meyuns alberga el hospital más grande en el Palau, el Hospital Nacional Belau. La isla Ngerkebesang y la isla de Koror están conectadas por una calzada. La calzada, actualmente esta remodelación, fue construido durante la ocupación japonesa de Palaos.